# Madängsholm
Madängsholm är en tätort i Tidaholms kommun. Orten har 411 invånare (2023).

## Befolkningsutveckling
| Befolkningsutvecklingen i Madängsholm 1960–2020 | Befolkningsutvecklingen i Madängsholm 1960–2020 | Befolkningsutvecklingen i Madängsholm 1960–2020 | Befolkningsutvecklingen i Madängsholm 1960–2020 | Befolkningsutvecklingen i Madängsholm 1960–2020 |
| ----------------------------------------------- | ----------------------------------------------- | ----------------------------------------------- | ----------------------------------------------- | ----------------------------------------------- |
|                                                 |                                                 |                                                 |                                                 |                                                 |
| År                                              |                                                 |                                                 | Folkmängd                                       | Areal (ha)                                      |
| 1960                                            | 1960                                            |                                                 | 475                                             |                                                 |
| 1965                                            | 1965                                            |                                                 | 452                                             |                                                 |
| 1970                                            | 1970                                            |                                                 | 380                                             |                                                 |
| 1975                                            | 1975                                            |                                                 | 443                                             |                                                 |
| 1980                                            | 1980                                            |                                                 | 451                                             |                                                 |
| 1990                                            | 1990                                            |                                                 | 514                                             | 81                                              |
| 1995                                            | 1995                                            |                                                 | 464                                             | 81                                              |
| 2000                                            | 2000                                            |                                                 | 439                                             | 81                                              |
| 2005                                            | 2005                                            |                                                 | 442                                             | 81                                              |
| 2010                                            | 2010                                            |                                                 | 425                                             | 81                                              |
| 2015                                            | 2015                                            |                                                 | 411                                             | 64                                              |
| 2020                                            | 2020                                            |                                                 | 397                                             | 64                                              |
|                                                 |                                                 |                                                 |                                                 |                                                 |